# 스사미정 (1955년)
스사미정(周参見町)은 와카야마현 니시무로군에 있던 정이다. 현재의 스사미정(すさみ町) 남서부에 해당한다.
예전의 스사미정(周参見町)과 현재의 스사미정(すさみ町)은 표기가 다르다. すさみ를 히라가나로 개칭하여 신설하였다.

## 역사
- 1889년 4월 1일 - 정촌제 시행에 의해 3개의 촌의 구역을 확장해 스사미촌이 성립하였다.
- 1924년 2월 11일 - 정으로 승격해 스사미정이 되었다.
- 1955년 3월 31일 - 미마이촌의 일부와 사모토촌, 오쓰가와촌이 합병해 스사미정(すさみ町)이 성립하여, 동일 스사미정(周参見町)은 폐지되었다.

## 교통

### 철도
- 일본국유철도
  - 기세이 본선

### 도로
- 국도 제170호선 (현 국도 제42호선)

## 참고문헌
- 角川日本地名大辞典 30 和歌山県